# Scooby-Doo (personaje)
Scoobert "Scooby" Doo es un personaje ficticio creado por William Hanna y Joseph Barbera para fungir como el epónimo de la serie televisiva animada, de su mismo nombre. Scooby Doo es la mascota y compañero de toda la vida de Shaggy Rogers y en muchas interacciones, incluyendo la serie original ha llegado a ser considerado como un perro gran danés único por ser capaz de hablar a diferencia de muchos perros en su realidad. En el idioma original Scooby usa mucho la R en varias palabras de su vocabulario.
El jefe de la programación infantil en la CBS, Fred Silverman desarrolló el nombre del personaje de las sílabas "Doo-be-doo-be-doo" de la exitosa canción Strangers in the Night de Frank Sinatra.

## Personalidad
Diferentes versiones del personaje han sido desarrolladas y extendidas en varias series presentando personajes, muchos de ellos contradictorios. Por ejemplo, en la serie original Shaggy y Scooby se conocen por primera vez a la edad de adolescentes, contrario a lo presentado en la serie animada Un cachorro llamado Scooby-Doo serie en la que se conocen casi desde la infancia.
En todas las versiones del personaje, Scooby Doo y Shaggy comparten varios rasgos en su personalidad, pero sobre todo su cobardía y peculiar apetito. Pero sus amigos (Velma, Daphne y Fred) los alientan a ir tras los villanos disfrazados, generalmente sobornándolos con Scooby Galletas, una especie de bizcocho para perro o un tentempié (mayormente con forma de hueso y en versiones posteriores como la placa de un perro). Pese a su naturaleza cobarde y miedosa, Scooby es inherentemente a sus amigos, adquiriendo el valor y motivación necesaria para enfrentarse a los criminales y en algunas ocasiones a auténticos monstruos y peligros.
En el idioma original Scooby Doo sufre de una especie de dislalia, siendo incapaz de pronunciar la mayor parte de sus palabras sin decir antes la letra R, pronunciando generalmente el nombre de sus amigos o expresiones de forma incorrecta.

## Apariencia y Anatomía
Scooby-Doo es marrón de pies a cabeza con varias manchas negras distintivas sobre la parte superior de su cuerpo y no parece tener una máscara de melanina. Generalmente es cuadrúpedo, pero demuestra ser capaz de pararse sobre sus dos patas como un bípedo en algunas ocasiones. Scooby también posee pulgares opuestos y puede usar sus patas delanteras como manos. Su nariz es negra y lleva una placa de color amarillo con forma de diamante con un "SD" (sus iniciales) grabado y su collar de color azul. Scooby-Doo solo posee una almohadilla y cuatro dedos en cada pata de su cuerpo (que sirvió como elemento para dibujar mejor al resto de la familia Doo).
Scooby posee una cola flexible que usa para balancearse o pulsar y tomar objetos. Tanto la cabeza como la cola son maleables y sirven para comunicarse o crear distracciones.
El creador Iwao Takamoto explicó más tarde que al diseñar al personaje, habló con un criador de perros Gran Danés, quien le dio las características de un perro pedígri. Takamoto señaló a Scooby como lo opuesto a esto. Incluso comentó: «Decidí ir por lo opuesto (forma) y le di una espalda curva, piernas arqueadas, un mentón pequeño y demás. Incluso su color es el equivocado».
De acuerdo a la revista oficial que acompañó a la película de 2002, Scooby tiene 7 años y 49 en edad humana.

## Shaggy y Scooby-Doo como héroes de la pandilla
En algunas series y películas animadas; Scooby-Doo y Shaggy han demostrado tener la habilidad de ir al rescate y actuar como super héroes cuando el resto de la pandilla están en problemas o son capturados.
A continuación se exponen los nombres de las películas que muestran lo anteriormente comentado:
- Scooby-Doo en la isla de los zombis
- Aloha, Scooby-Doo!
- Scooby-Doo ¡Piratas a la vista!
- Scooby-Doo y el Rey de los Duendes
- Scooby-Doo y la espada del samurái
- Looney Tunes: De nuevo en acción
- Batman: The Brave and the Bold
- Scooby-Doo and Guess Who?
- ¡Scooby! (2020)
- Space Jam: A New Legacy (2021)
- Straight Outta Nowhere: Scooby-Doo! Meets Courage the Cowardly Dog (2021)
- Scooby-Doo! And Krypto, Too! (2023)

## Recepción
Casey Kasem, el anterior doblador de Shaggy Rogers declaró que "Scooby-Doo es la estrella del programa-El Shaquille O`Neal del programa". Explicó Kasem "A la gente les encanta los animales más que los humanos ¿Voy bien o me equivoco? Le dan mas amor a sus mascotas que a las personas. Scooby es vulnerable y amable, no es valiente y es muy parecido a los niños que lo ven. Pero como a los niños le gusta pensar que es valiente".